# Rodvínovský dub
Rodvínovský dub je památný strom, který roste na kraji obce Rodvínov u Jindřichova Hradce. Dub stojí poblíž statku-penzionu s číslem popisným 12 v severozápadním cípu vesnice. Výška stromu je 34 m, obvod 530 cm a jako památný byl vyhlášený 15.1.2003. Věk bývá uváděn na 700-740 let. Tento údaj ale neodpovídá obvodu ani stavu obdobně starých památných dubů, takže nelze vyloučit, že jde o chybný opis z původního zdroje.
Rodvínovský dub se dostal do názvu a loga přilehlého penzionu.